# Mathias Florén
Mathias Florén (Söderhamn, Zweden, 11 augustus 1976) is een Zweedse voormalig profvoetballer die als verdediger speelde. In 2001 speelde hij tweemaal voor het Zweeds voetbalelftal.
In 1991 begon Florén bij Marma IF en na 2 seizoenen vertrok hij naar Alnö IF. Ook bij Alnö bleef hij 2 jaar en vertrok vervolgens naar GIF Sundsvall. In zijn 2e seizoen maakte hij als verdediger liefs 9 treffers en mede dat zorgde ervoor dat hij het volgende seizoen bij IFK Norrköping op het hoogste niveau speelde. In 5 seizoenen bij Norrköping kwam hij tot ruim 120 wedstrijden en maakte 4 doelpunten. In 2001 vertrok hij naar FC Groningen, alwaar hij in het seizoen 2005-2006 voor het 5e seizoen onder contract staat en vanaf zijn komst op een basisplaats kan rekenen. In de winterstop van het seizoen 2006-2007 stapte Florén over van FC Groningen naar Elfsborg, de kampioen van Zweden. In 2011 trok hij naar zijn ex-club IFK Norrköping waar hij werd benoemd tot kapitein. Halverwege 2014 speelde hij een half jaar op huurbasis voor IF Sylvia waarna hij zijn loopbaan beëindigde. Florén werd aansluitend jeugdtrainer bij IFK Norrköping.